# جيمي هوارد
جيمي هوارد (بالإنجليزية: Jimmy Howard)‏ (و. 1984  م) هو لاعب هوكي الجليد، من الولايات المتحدة، ولد في سيراكيوز، نيويورك، شارك في الألعاب الأولمبية الشتوية 2014، مركز لعبه هو حارس مرمى ‏.

## التعليم
تعلم في يونفيرسيتي اوف مين.

## جوائز
حصل على جوائز منها:
- كأس ستانلي.

## روابط خارجية
- جيمي هوارد على موقع دوري الهوكي الوطني (الإنجليزية)
- جيمي هوارد على موقع قاعة مشاهير الهوكي (لاعب أن.إتش.أل) (الإنجليزية)
- جيمي هوارد على موقع EliteProspects.com (الإنجليزية)
- جيمي هوارد على موقع HockeyDB.com (الإنجليزية)
- جيمي هوارد على موقع Hockey-Reference.com (الإنجليزية)
- جيمي هوارد على موقع أوليمبيديا (الإنجليزية)